# 半グレ (小説)
『半グレ』（はんグレ）は、草下シンヤによる日本の小説。
「東京の闇を描いたピカレスク小説」というキャッチコピーで出版された。
山本隆一郎により、本作を原作とした『半グレ―六本木 摩天楼のレクイエム―』が『ヤングチャンピオン』（秋田書店）にて、2020年20号より連載中。2025年5月、漫画の単行本第12巻が発売された際に声優の鈴木達央がプロデュースしたPVを公開。

## あらすじ
就活の結果が思うように出ず、悪戦苦闘していた伊南真は「エスコーポレーション」という社員数5人程度のイベント会社から内定を得る。サーファーのような社長や季節外れの日焼けをした専務、更には社会人らしさが感じられない社員達に戸惑いつつも、一応大きなイベント設営にも携わっている実績もあり、その会社に入社する決意を固める。しかし、その会社には想像もつかないような裏の顔があり･･･

## 登場人物
声の項は作品PVの声優。

### 主要人物
伊南 真（いなみ まこと）
声 - 沖野晃司
本作の主人公。
仕事一筋だった父を過労で亡くし、女手一つで自身と妹のために身を粉にして働く母に報いようとしたものの、就活が思うように上手くいかず「エスコーポレーション」という小さなイベント会社に就職することとなった。
元々は普通の学生だったが、「エスコーポレーション」への就職とオーナー・乙矢との出会いにより、裏社会へ足を踏み入れることとなる。堀の逮捕後は社長を任され、そこで頭角を現してロンダリング以外にも詐欺といった様々な犯罪行為を行うようになる。しかし、その過程で彼女の真由美、親友の広志は自身の側から離れていき、更には自身の逮捕中に母を亡くしてしまう。環状連合に出入りしていたメンバーも次第に減っていき、元々少し冷めていた性格だったこともあって次第に乙矢のような何事にも極端に冷めた性格へと変貌していくが、乙矢のことのみは別格扱いをして憧れを抱いている。
その後も乙矢に対しては強い憧れのような感情を抱くようになるが、最後は加藤を呼び寄せて乙矢を殺害させ、いつか自分も誰かに殺されるまでの間は乙矢の代わりとして生きていくことを決意したところで物語は終わる。
乙矢 恭一（おとや きょういち）
声 - 松岡禎丞
本作のキーパーソンで真に大きな影響を与えた人物。
「エスコーポレーション」のオーナーにして、「環状連合」OBの一人。豊富な人脈を持っているようで、詐欺や薬物など様々な非合法の手段で稼いだ金をロンダリングしており、会員制のバーなどを多数所持している。一見すると優男のような印象だが、極めて無機質で冷めた性格であるため、普段は誰にでも敬語で話す。しかし、稀に感情が表にでると口調も変わるほか、現役時代は「環状連合」のリーダーを務めており、当時は極めて凶暴な性格で「ヤバい」「危険」などと評されていたらしく、当時の関係者は誰も正面から対立することはなかったと言われている。また、不愉快なことを感じると左人差し指の爪を右親指の腹で撫でる癖がある。
本人曰く、出自は一般家庭で両親と兄がいるらしいが、家族については「あいつら気持ち悪いんだよ」と言っており、特に母親のことは幼少期の経験から非常に毛嫌いしている。また、結婚して子宝にも恵まれていた時期があったが、子供が目の前で事故死してしまったことで離婚した。そして、表と裏社会の狭間にいるうちに「自分の子供はこの汚い世の中を見ずに死んで良かったのではないか」と感じたらしく、それ以来何事にも極端に冷めた無機質な性格になった。しかし、現在でも子供の墓参りは欠かさず行っており、子供に対する思いが全くないわけではない。
自身の無機質さの加速や警察の締め付けなどで多くのメンバーが連合を去る中、様々な危機を乗り越えて台頭を見せる真に目をかけるようになり、「期待通りに育ってくれた」とまで評価するようになる。その後は子供の墓参りに訪れた際に真が呼び寄せた加藤に襲撃されるが、何故かそれを分かっていたかのように抵抗を見せることなく致命傷を負い、最期は真の「これが望んだことですか」という問いに答えることなく息を引き取った。

### 「環状連合」および関係者
乙矢 恭一（おとや きょういち）
#乙矢を参照。
門脇 勝（かどわき まさる）
「環状連合」OBの一人。現在は暴力団「刃率会」に属する不良（ヤクザ）。
堂々たる巨体と威圧感の持ち主。かつては連合内でも乙矢と一、二を争うほどの喧嘩の実力者だったらしく、現在でも乙矢や他のOBとは交流がある。整形にハマっているらしく、様々な部位を弄っているが周りからの評判は悪く、真からも「まずは痩せるべきだ」と思われている。
連合が警察による厳しい監視の目に置かれている状態にもかかわらず、監禁事件を起こすなど危機管理に欠けており、極道の身分もあって周りからは邪魔者扱いされるようになっている。しかし、自身はそれに気づいていないばかりか、冷めた性格の乙矢を疎ましく思っており、真からは「あんたのほうがいらないんだよ」と毒づかれる始末だった。更には乙矢を追い出して連合の乗っ取りも画策しており、佐久間のシノギも妨害していた。最初は真に協力を呼びかけるも拒否され、報復としてユリカを使って真の弱みを握ろうとするも、二重スパイだった彼女によって連合の乗っ取りや新垣を間接的に死へ追いやったことが露見し、逆に自身が連合を追放された。
その後は刃率会の力で報復を仕掛けようとするが、よりによって刑事に恫喝をしてしまい、それから程なくして刃率会からも破門された。破門後は日雇いで食いつなぐ日々を送っており、それを見た乙矢によって比怒羅の加藤が仕切る詐欺グループにタタキ（強盗）をやらされる形で弱みを握られる末路を迎えた。
佐久間（さくま）
「環状連合」OBの一人。現在は芸能事務所などを手がけており、安食組にケツ持ちを頼んでいる。
乙矢からは「ネズミ」と評されており、お調子者かつ軽薄な性格なほか、強いものに媚を売るタイプのため度々シノギを掠め取られているが、主要な連合メンバーの中では特に大きな動きはなかった。
本山（もとやま）
「環状連合」OBの一人。上場企業社長の息子であり、アパレル会社を経営している。
連合内では珍しく表の仕事をしており、比較的常識的な性格だが、乙矢曰く「商売はあまり上手くない」。元々は渋谷で遊んでいたところ、偶然乙矢らと知り合って仲間入りしたらしい。離島アイドル・新垣優と付き合っていたが、彼女が精神に不調を抱えてしまったことで別れている。
しかし、別れた後でも新垣のことは気にかけており、彼女が比怒羅に拉致された際には真と共に救出に向かったが、結果的に新垣は自殺してしまい、自身もそれを機に連合を去った。
その後は厳しい状況ながらもアパレル会社を続けており、自分が作った服が売れることを生き甲斐として仕事に打ち込んでいる模様。真のことは新垣の一件から友情を感じているようで、彼に対して「表の仕事を一緒にやろう」と誘っており、連絡を待っていると告げた。
前田（まえだ）
「環状連合」OBの一人。「エスコーポレーション」の専務。
常に日焼けをしており、身体には刺青を彫っている。総合格闘技のジムで肉体を鍛えており、威圧的な部分もあるが、真に対してフォローする一面もある。
詐欺によって父親を亡くしており、同じく父親を亡くしている真とはウマが合う部分もあった様子。しかし、父を死に追いやったのは当時詐欺で稼いでいた乙矢であると判明し、乙矢へ復讐するために連合入りしていたとともに、乙矢の側で力をつける真が邪魔になり警察へ売っていた。しかし、真は証拠不十分で釈放され、その件がバレた後はその場から逃走して連合を去った。
その後の動向は不明だが、佐久間によると都内の漫画喫茶を転々とする生活を送っている模様。
堀 孝（ほり たかし）
「環状連合」OBの一人。「エスコーポレーション」の社長。
サーファーのような格好をしており、前田と同じく刺青を入れている。感情の起伏が激しい性格。後に曽根と共に組織の金を持ち逃げし、その際に覚醒剤を服用していたため警察に逮捕される。なお、社長のポストには真が就いた。
その後は前科持ちだったため実刑判決を受け、出所した後は連合から距離を置き、深夜のコンビニで細々とアルバイトを続けているらしい。
曽根（そね）
「エスコーポレーション」の社員。
ホスト崩れのような見た目で頭も良くないが、幼いころに弟を先天性の難病で亡くした過去があり、「自分を通じて世界を見てほしい」という思いから、弟が好きだったアンパンマンの刺青を入れているなど純粋な一面もある。後に堀と組織の金を持ち逃げし、行方不明となる。
その後は親戚の家に身を寄せていたようだが、環状連合に見つかって金を回収され、殺害されていたことが判明した。
川西 ユリカ（かわにし-）
容姿端麗で世間で大人気の女優だが、環状連合に出入りして薬物パーティーに興じているほか、真の彼女・真由美が働く会社の社長とも関係を持っている。
真とは初対面で一夜を過ごし、以降は連合内で頭角を現す彼と愛人のような関係を築いていく。同じタレントの新垣のことは気にかけており、彼女を間接的に死へ追いやった門脇に対しては「殺してやりたくなったよ」とも発言していた。
その後は旧財閥の御曹司との結婚が報じられていた。
新垣 優（あらがき ゆう）
離島出身の若手アイドル。物憂げで儚げな印象を持たせるが、川西と同じく環状連合に出入りして薬物パーティーに興じている。本山とは恋人関係にある。
しかし、ある時期から次第に精神が不安定になり、本山とも別れて芸能の仕事も上手くいかなくなってしまう。実は不注意で捜査官に薬物を服用していることがバレてしまったことで連合の捜査に協力するように迫られており、それが原因で不穏な行動や言動が目立っていた。そして、連合に対する捜査の目を逸らすために比怒羅が仕切るクラブで違法薬物取引の証拠を掴んだことで拉致されてしまったが、真と本山によって救われる。しかし、2人が駆けつける前には既に輪姦されており、その動画が流出したことで「もう島にも帰れない」という書き置きを遺して自殺した。
松井（まつい）
真が仕切る詐欺グループのメンバー。
詐欺に対する向上心が高く、少しでも成功率を上げようと試行錯誤している。真もそんな彼を信頼していたが、結果的には詐欺の名簿やノウハウを奪って行方をくらました。
その後は足立に捕まり、真から拷問を受けて全てを白状するも解放された。
足立（あだち）
真が新しく雇った「エスコーポレーション」の社員。
最初は会社の本当の業務を知らなかったが、次第に真から実質的な経営を任されるようになったことで悪党ぶるようになり、真からも「裏の仕事が悪い方向へ働いた」と評されている。
その後は辰巳組の組員にイベントのチケットを売ったことがきっかけで恫喝を受けるようになり、真に泣きつくも解雇された。

### 比怒羅
加藤 正二（かとう せいじ）
環状連合と対立する反社会組織・比怒羅のトップ。金髪に耳まで裂けた口元の傷という如何にも凶悪な容姿で、刃率会の若頭と繋がっている。
作中の十数年前に起きた「飛鳥山戦争」で環状連合と全面対決となり、乙矢とのタイマンでは彼の脇腹をナイフで刺して腎臓を一つ失わせているが、自身は口を裂かれている。そのため、乙矢を非常に恨んでおり、隙あらば殺そうとしているが、真からは「中身は子供のまま」と言われているように、裏社会で成功を収めている現在の乙矢とは大きな差が開いてしまっているため、当の乙矢からはあまり相手にされていない。
新垣の件をキッカケに真を拉致して暴行を加えるが、ケツ持ちの極道同士の手打ちによって手を引かされる。その際に真を迎えにきた乙矢に悪態をつくも相手にされなかった。その後は乙矢の命令で動いた門脇によって自身の詐欺グループがタタキに遭い、それを教えた真の手引きで乙矢を襲う。乙矢に致命傷を負わせて逃亡しようとするが、最期はその呆気なさに失望と怒りを覚えた真に刺殺された。

### 安食組
安食 徹（あじき とおる）
日本最大の暴力団・八潮会の二次団体の中でも最大規模の勢力を誇る「安食組」の組長。予てから乙矢を含む環状連合を傘下にしようと考えており、刃率会へタタキを行わせることによって弱みを握ろうとするも、それを見抜いていた乙矢は同じ代紋である辰巳組へタタキを行ったことで自身が逆に弱みを握られてしまい、煮湯を飲まされる結末となった。
千木良（ちぎら）
安食組組員→若頭補佐で千木良連合のトップ。
佐久間のケツ持ちをしている不良（ヤクザ）。優男でサラリーマンのような見た目であり、真も前田に言われるまで正体に気づかなかった。自身も「今時の不良」と自称しており、後に組織のホープとして若頭補佐へ上り詰めた。組長の安食と共に乙矢を嵌めようとするが、逆に煮湯を飲まされることとなった。乙矢が殺害された後は真に「今度挨拶に来い」と告げるが一蹴された。
剛（つよし）
安食の実子。
体格がよくドレッドヘアが特徴。元・ラッパーだったが稼業入りした。頭は悪く、乙矢の策で辰巳組系列へタタキを行ってしまった際は事の重大さが分かっていなかった。

### その他
母
真と夏樹の母親。夫の死後、女手一つで彼らを育てており、身を粉にして働いてきた。就職が決まった真に対しては喜びつつも無理をしないように心配していたが、当初は息子が犯罪行為に加担していることには気づいていなかった。しかし、真が詐欺容疑で勾留されている間に倒れて緊急入院し、そのまま回復することなく帰らぬ人となってしまった。
伊南 夏樹（いなみ なつき）
真の妹。大学の費用を真に出してもらっていたが、それが犯罪行為による金であるとは知らなかった。しかし、真が詐欺容疑で勾留されたことで真実を知り、更には母まで亡くしてしまう。釈放された真に家を訪ねられるが、怒りと悲しみのあまり追い返した。
真由美（まゆみ）
真の恋人。就職難だった真とは対照的に大手会社の総合職に内定しており、社会人となって彼と中々会えなくなることに不満を抱いていた。「エスコーポレーション」の怪しさを懸念しており、真に度々転職を進めていたが、自身の会社の社長はユリカの「パパ」であり、実は極道のフロント企業だった。
裏の世界へ足を踏み入れていく真とは徐々にすれ違いを感じ、彼の親友である広志と浮気をするようになるが、それを知った真からは拒絶された。
その後は勤めていた会社が倒産する前に退職したらしく、広志と結婚して子供もいる模様。
広志（ひろし）
真の親友だったが、裏の世界へ足を踏み入れていく彼に恐怖を覚えるようになり、真由美と浮気していたため、真からは拒絶された。
その後は真由美と結婚して子供もいる模様。

## 用語
エスコーポレーション
真が就職したイベント会社。表向きはベンチャー系企業としてイベントの設営などを手がけているが、実は環状連合が稼いだ闇の金をロンダリングする役割を担っている。
環状連合（かんじょうれんごう）
作中に登場する反社会組織。都内の暴走族が複数集まって結成されたことが起源であり、特に環状七号線、八号線を中心に走っていたチームが多かったことが名前の由来。
現在は違法薬物取引や特殊詐欺などをメインに行なっているほか、OBには政治家や芸能人の子供もおり、東京の裏社会に深い人脈を築いているため、準暴力団組織に指定されている。
比怒羅（ヒドラ）
作中に登場する反社会組織で環状連合とは犬猿の仲。新宿・町田・池袋・立川を中心に勢力を広げており、芸能人や政治家の子供も多い環状連合とは対照的に中流階級出身者で構成され、企業恐喝やタタキ（強盗）を行なっている。
比怒羅の中でも新宿に根を張る「新宿比怒羅」は躊躇なく人を刺すことで知られ、極道からも避けられるほど。
飛鳥山戦争（あすかやませんそう）
物語開始の十数年前に起きた環状連合と比怒羅との全面戦争。
乙矢や門脇たちが「比怒羅狩り」と称して比怒羅メンバーを捕まえては五厘刈りにしていたことが事の発端で、それに怒った加藤ら比怒羅の幹部たちが環状連合メンバーをナイフで刺したため抗争が激化。結局、両者からそれぞれ代表者5名を出してタイマン対決となり、負けた方が解散することとなったが、警察の介入で有耶無耶となったため両チームとも存続している。
この抗争で乙矢と加藤は殺し合い寸前にまで発展し、乙矢は脇腹を刺されて腎臓を一つ失い、加藤は口を裂かれている。
刃率会（はびきかい）
門脇が所属する極道組織で、千木良の所属する安食組とはあまり関係が良くない。また、門脇は環状連合と繋がっているが、刃率会の若頭は比怒羅の加藤のケツ持ちをしている。
八潮会（やしおかい）
日本最大級の暴力団。安食組や辰巳組などを下部組織として抱えている。
安食組（あじきぐみ）
八潮会の二次団体で千木良が所属している極道組織。八潮会の中でも一、二を争う勢力を誇る武闘派。組長の安食は乙矢とも関わりがあり、千木良は佐久間のケツ持ちをしている。
千木良連合（ちぎられんごう）
安食組の下部組織。千木良が安食組若頭補佐へ昇格したことで立ち上げた。
辰巳組（たつみぐみ）
八潮会の二次団体で、関東に勢力を持つ安食組とは異なる関西系の極道組織。安食組に匹敵する勢力を誇っており、近年関東へ進出したため安食組とは関係が悪い。

## 書誌情報

### 小説
- 草下シンヤ『半グレ』彩図社、2020年3月13日発売[3]、ISBN 978-4-8013-0440-6

### 漫画
- 草下シンヤ（原作）・山本隆一郎（漫画）『半グレ―六本木 摩天楼のレクイエム―』秋田書店〈ヤングチャンピオンコミックス〉、既刊12巻（2025年5月20日現在）
  1. 2021年6月18日発売[4][5]、ISBN 978-4-253-30521-1
  2. 2021年8月19日発売[6]、ISBN 978-4-253-30522-8
  3. 2021年12月20日発売[7]、ISBN 978-4-253-30523-5
  4. 2022年5月19日発売[8]、ISBN 978-4-253-30524-2
  5. 2022年9月20日発売[9]、ISBN 978-4-253-30525-9
  6. 2023年2月20日発売[10]、ISBN 978-4-253-30526-6
  7. 2023年6月20日発売[11]、ISBN 978-4-253-30527-3
  8. 2023年11月20日発売[12]、ISBN 978-4-253-30528-0
  9. 2024年3月18日発売[13]、ISBN 978-4-253-30529-7
  10. 2024年8月20日発売[14]、ISBN 978-4-253-30530-3
  11. 2025年1月20日発売[15]、ISBN 978-4-253-30531-0
  12. 2025年5月20日発売[16]、ISBN 978-4-253-30532-7